# Центральный научно-исследовательский институт систем управления
Центральный научно-исследовательский институт систем управления и экономики (ЦНИИСУ) образован приказом Министерства машиностроения от 12 февраля 1970 года № 31 по решению Государственного комитета Совета Министров СССР по науке и технике от 2 декабря 1969 года № 64. Головная организация отрасли по внедрению вычислительной техники и системам АСУП, выполнялись разработки по автоматизации планирования расчётов для Госплана СССР. Разработки выполнялись при участии ВЦ АН СССР и Сибирского отделения АН СССР, ИК АН УССР, ИК АН БССР, а также ряда крупных вузов СССР. Коллектив специалистов состоял из более чем 1500 человек, включая 20 кандидатов наук, в период после перестройки численность сотрудников сократилась. В 1994 году институт был акционирован и преобразован в Открытое акционерное общество «Акционерная компания „Центральный научно-исследовательский институт систем управления“».